# Retour à la terre
Retour à la terre (Retour à la terre) è un cortometraggio del 1938 diretto da Jacques Tati che è andato perduto.